# فلاشينسبيتز
فلاشينسبيتز (بالإنجليزية: Fläschenspitz)‏ هو أحد جبال سلسلة جبال الألب غلاروس وجزء من القمة الأم درويسيرغ يقع في كانتون شفيتس, سويسرا. يبلغ ارتفاع الجبل حوالي 2073 متر، بينما يبلغ ارتفاع نتوء الجبل 177 متر.